# Partido judicial de Montijo
El Partido Judicial de Montijo, dependiente de la Audiencia Provincial de Badajoz, es el partido judicial n.º 13 de la provincia de Badajoz y uno de los catorce partidos judiciales de la provincia de Badajoz, en la región de Extremadura (España), constituido en 1988. A la localidad de Montijo, su capital, le correspondió administrar el partido número 13.

## Municipios
El ámbito montijano, enclavado en las fértiles tierras agrícolas de las Vegas Bajas del Guadiana, determina la zona de transición del Partido Judicial de Mérida (a la que pertenecían sus localidades hasta 1988), con la Tierra de Badajoz y Alburquerque.
En la actualidad está formado por diez municipios, enclavados en las fértiles tierras agrícolas de las Vegas Bajas y pertenecientes a la comarca geográfico-histórica de Lácara, en la denominada Comarca de Montijo como cabecera y capital de la misma:

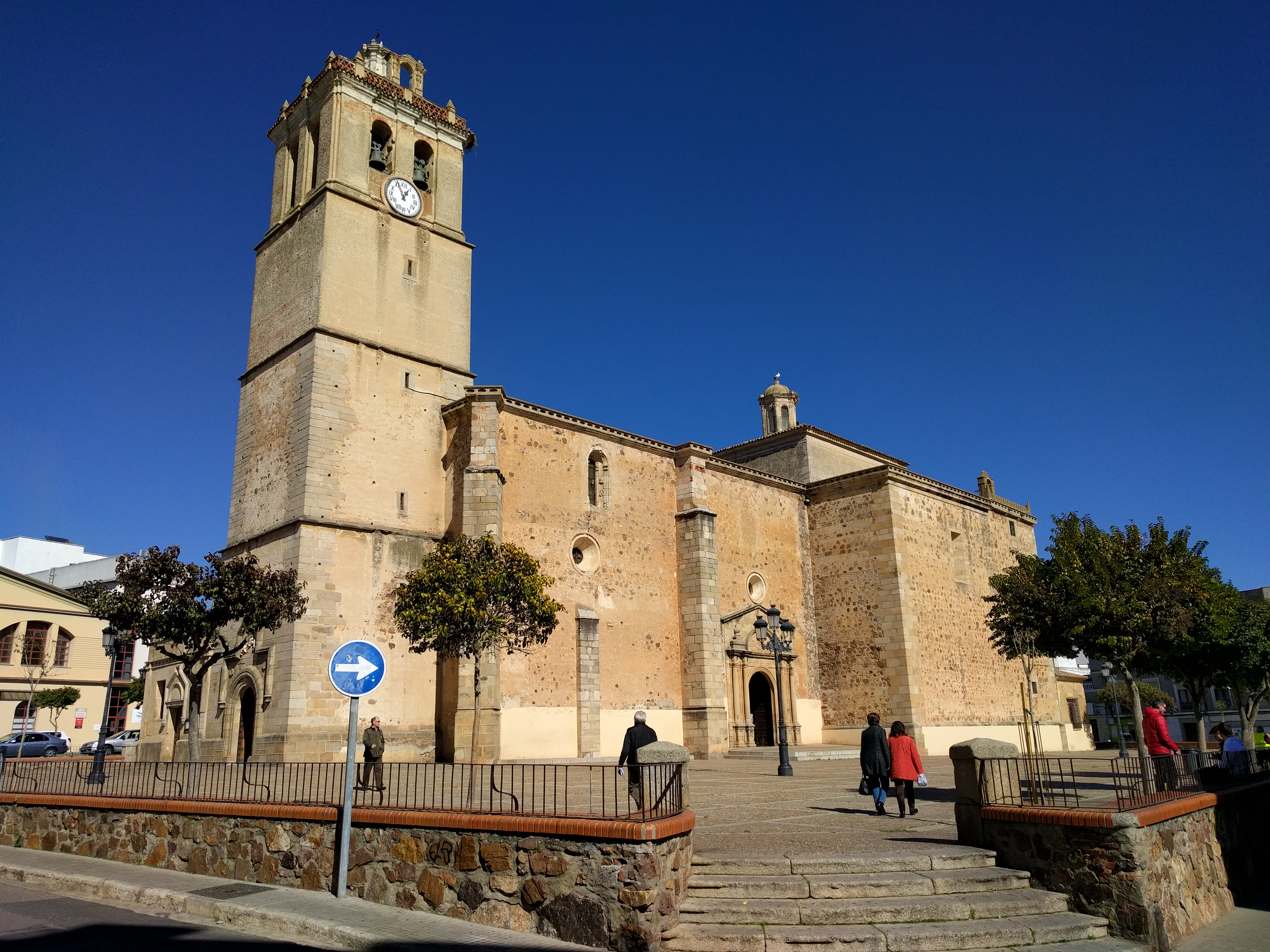
Montijo. capital de su partido judicial y de la Mancomunidad de las Vegas Bajas.

- Arroyo de San Serván
- Cordobilla de Lácara
- Garrovilla (La)
- Lobón
  - Guadajira (entidad local menor)
- Montijo (cabeza del partido)
  - Barbaño (entidad local menor)
  - Lácara (pedanía)
- Nava de Santiago (La)
- Puebla de la Calzada
- Puebla de Obando
- Roca de la Sierra (La)
- Torremayor

## Juzgados y Tribunales
Montijo, Partido Judicial Número 13:
Primeramente tuvo un Juzgado de Primera Instancia/Instrucción único en Montijo, contando en la actualidad con dos:
- Juzgado de Primera Instancia e Instrucción n.º 1.
- Juzgado de Primera Instancia e Instrucción n.º 2.